# Grand Prix-wegrace van Japan 1967
De Grand Prix-wegrace van Japan 1967 was de dertiende en laatste race van het wereldkampioenschap wegrace-seizoen 1967. De races werden verreden op 14 oktober 1967 op de Fuji Speedway, 64 kilometer ten westen van Yokohama. Aan de start kwamen de 50cc-klasse, de 125cc-klasse, de 250cc-klasse en de 350cc-klasse. De wereldtitel in de 250cc-klasse werd hier beslist.

## Algemeen
De Grand Prix van Japan moest de beslissing brengen in het 250cc-wereldkampioenschap, dat nog onbeslist was tussen Giacomo Agostini en Mike Hailwood. Suzuki had de laatste twee maanden gebruikt voor de ontwikkeling van de 125cc-RS 67U, een V4 die in plaats kwam van de RS 67, die als square four was gebouwd en die het prototypestadium niet te boven gekomen was. Veel Europese teams en privérijders bleven weg vanwege de hoge reiskosten en omdat er niets meer te winnen viel. Zo bleven MV Agusta, Benelli, Montesa en Derbi thuis, maar Aermacchi stuurde Gilberto Milani en Bultaco stuurde Tommy Robb. De teams uit het Oostblok (MZ en Jawa) bleven ook thuis. Ook voor hen was er niets te winnen, maar bovendien waren ze beducht voor het vluchtgevaar van hun coureurs, die slechts mondjesmaat in het vrije westen mochten starten.

## 350cc-klasse
In Japan kwam Giacomo Agostini helemaal niet aan de start. Mike Hailwood en Ralph Bryans pakten de eerste twee plaatsen en Shigeyoshi Mimuro werd met een Yamaha derde.
| Pos | Coureur           | Merk      | Tijd       | Punten |
| --- | ----------------- | --------- | ---------- | ------ |
| 1   | Mike Hailwood     | Honda     | 56"04'24   | 8      |
| 2   | Ralph Bryans      | Honda     | + 1'86     | 6      |
| 3   | Shigeyoshi Mimuro | Yamaha    | + 1 ronde  | 4      |
| 4   | Masahiro Wada     | Yamaha    | + 1 ronde  | 3      |
| 5   | Gilberto Milani   | Aermacchi | + 2 ronden | 2      |
| 6   | Toshimi Yorino    | Honda     | + 2 ronden | 1      |

| Coureur          | Merk      | Oorzaak    |
| ---------------- | --------- | ---------- |
| Bohumil Staša    | Jawa      | Teambeleid |
| Gustav Havel     | CZ        | Teambeleid |
| Heinz Rosner     | MZ        | Teambeleid |
| Giacomo Agostini | MV Agusta | Teambeleid |
| Renzo Pasolini   | Benelli   | Teambeleid |
| Silvio Grassetti | Benelli   | Teambeleid |

| Coureur        | Merk              |
| -------------- | ----------------- |
| Kel Carruthers | Métisse-Aermacchi |
| Brian Steenson | Aermacchi         |
| Chris Conn     | Norton            |
| Dan Shorey     | Norton            |
| Derek Woodman  | MZ                |
| Fred Stevens   | Hannah-Paton      |
| Ian McGregor   | Norton            |
| Alberto Pagani | Aermacchi         |

### Top tien eindstand 350cc-klasse
| Pos | Coureur           | Merk              | Ptn     |
| --- | ----------------- | ----------------- | ------- |
| 1   | Mike Hailwood     | Honda             | 40 (48) |
| 2   | Giacomo Agostini  | MV Agusta         | 32      |
| 3   | Ralph Bryans      | Honda             | 20      |
| 4   | Heinz Rosner      | MZ                | 18      |
| 5   | Derek Woodman     | MZ                | 14      |
| 6   | Alberto Pagani    | Aermacchi         | 11      |
| 7   | Kel Carruthers    | Métisse-Aermacchi | 9       |
| 8   | Renzo Pasolini    | Benelli           | 8       |
| 9   | Silvio Grassetti  | Benelli           | 6       |
| 10  | Shigeyoshi Mimuro | Yamaha            | 4       |

(Punten (tussen haakjes) zijn inclusief streepresultaten)

## 250cc-klasse
Tijdens de laatste race in Japan moest het 250cc-wereldkampioenschap beslist worden. Dat leek al snel te gebeuren toen Phil Read in de vijfde ronde uitviel, maar dat overkwam Mike Hailwood een ronde later ook. Beiden bleven dus puntloos en daarmee ook op 50 punten in de WK-stand staan. Ralph Bryans won de race met drie ronden voorsprong op de Yamaha-coureurs Akiyasu Motomashi en Jyun Hamano. Er ontstond een discussie over wie nu de nieuwe kampioen was. Er was zelfs sprake van verschillen tussen de Franse- en de Engelse tekst van het FIM-reglement. Telde men het aantal overwinningen, dan was Hailwood met vijf keer winst kampioen, want Read had slechts vier wedstrijden gewonnen. Er waren ook mensen die dachten dat, indien de zeven tellende resultaten geen uitsluitsel gaven, het achtste resultaat dat moest doen. In dat geval zou Read kampioen zijn. De laatste reglementswijziging gaf de uitkomst: op basis van het aantal overwinningen werd Mike Hailwood wereldkampioen. Hij evenaarde daarmee het record van Carlo Ubbiali: 9 keer wereldkampioen.

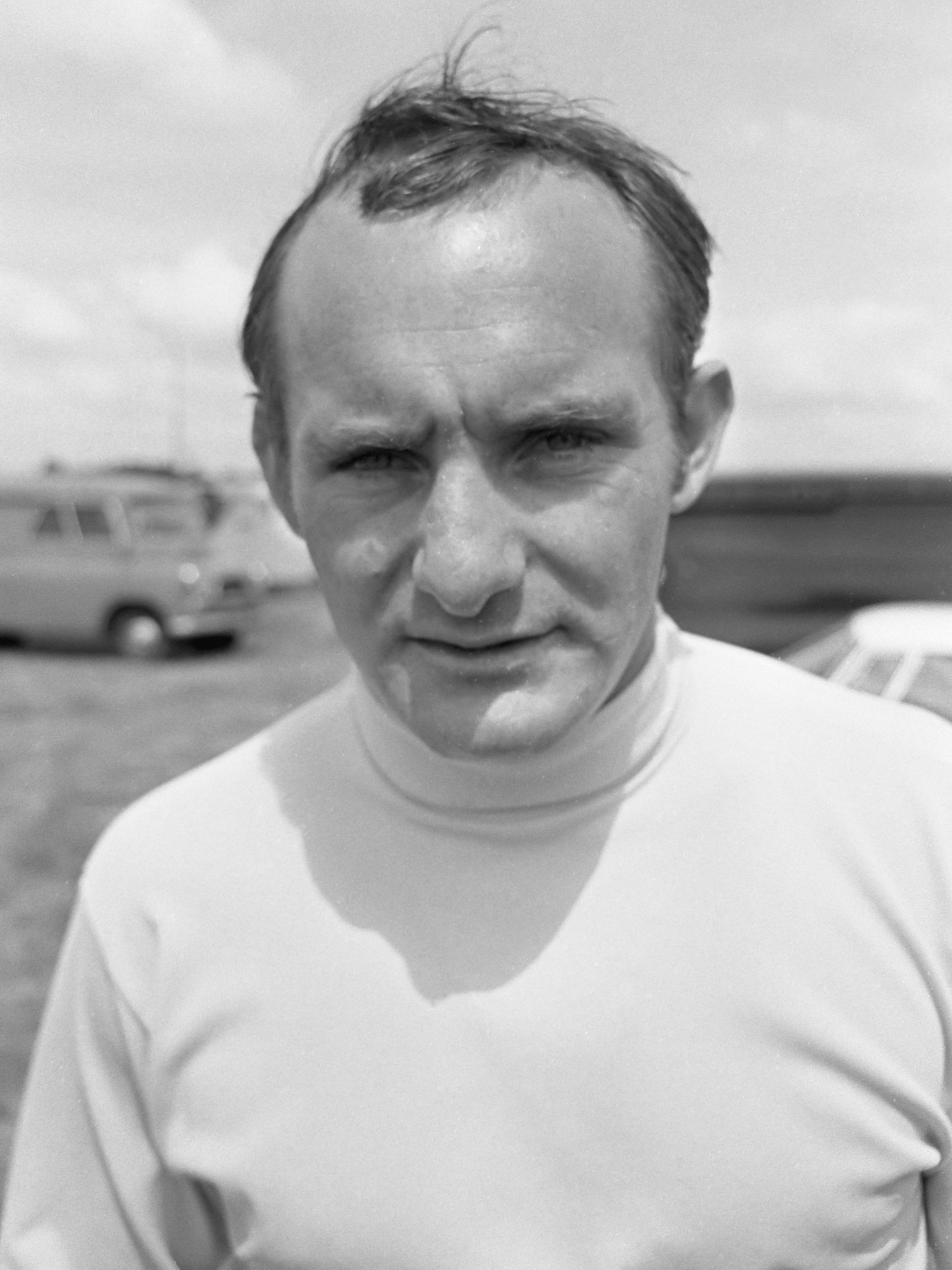
Na enig rekenwerk bleek Mike Hailwood zijn negende wereldtitel te hebben behaald.

| Pos | Coureur           | Merk      | Tijd       | Punten |
| --- | ----------------- | --------- | ---------- | ------ |
| 1   | Ralph Bryans      | Honda     | 53"05'05   | 8      |
| 2   | Akiyasu Motohashi | Yamaha    | + 21'58    | 6      |
| 3   | Jyun Hamano       | Yamaha    | + 3 ronden | 4      |
| 4   | Tommy Robb        | Bultaco   | + 3 ronden | 3      |
| 5   | Gilberto Milani   | Aermacchi | + 3 ronden | 2      |
| 6   | Bill Ivy          | Yamaha    | + 4 ronden | 1      |

| Coureur       | Merk   | Oorzaak |
| ------------- | ------ | ------- |
| Mike Hailwood | Honda  |         |
| Phil Read     | Yamaha |         |

| Coureur          | Merk   | Oorzaak    |
| ---------------- | ------ | ---------- |
| Yvon Duhamel     | Yamaha | [ 3 ]      |
| Ron Grant        | Yamaha | [ 3 ]      |
| Frank Camillieri | Yamaha | [ 3 ]      |
| Derek Woodman    | MZ     | Teambeleid |
| Heinz Rosner     | MZ     | Teambeleid |

| Coureur          | Merk         |
| ---------------- | ------------ |
| Jack Findlay     | Bultaco      |
| Malcolm Stanton  | Aermacchi    |
| Gyula Marsovszky | Bultaco      |
| Rolf Schmid      | Bultaco      |
| Carlos Giró      | Ossa         |
| José Medrano     | Bultaco      |
| Bill Smith       | Kawasaki     |
| Brian Steenson   | Aermacchi    |
| Dave Simmonds    | Kawasaki     |
| Fred Stevens     | Hannah-Paton |
| Mick Chatterton  | Yamaha       |
| Ginger Molloy    | Bultaco      |

### Top tien eindstand 250cc-klasse
| Pos | Coureur           | Merk    | Ptn     |
| --- | ----------------- | ------- | ------- |
| 1   | Mike Hailwood     | Honda   | 50 (54) |
| 2   | Phil Read         | Yamaha  | 50 (56) |
| 3   | Bill Ivy          | Yamaha  | 46 (51) |
| 4   | Ralph Bryans      | Honda   | 40 (58) |
| 5   | Derek Woodman     | MZ      | 18      |
| 6   | Heinz Rosner      | MZ      | 13      |
| 7   | Ginger Molloy     | Bultaco | 9       |
| 8   | Gyula Marsovszky  | Bultaco | 8       |
| 9   | Akiyasu Motohashi | Yamaha  | 6       |
| 10  | Tommy Robb        | Bultaco | 5       |

(Punten (tussen haakjes) zijn inclusief streepresultaten)

## 125cc-klasse
Ook in Japan was Bill Ivy de snelste, weer bij afwezigheid van Phil Read. Stuart Graham werd tweede en Hideo Kanaya (Suzuki) werd derde. Hier debuteerden zowel de nieuwe 125cc-viercilinder van Suzuki als een viercilinder van Kawasaki.
| Pos | Coureur        | Merk    | Tijd       | Punten |
| --- | -------------- | ------- | ---------- | ------ |
| 1   | Bill Ivy       | Yamaha  | 45"27'48   | 8      |
| 2   | Stuart Graham  | Suzuki  | + 49'31    | 6      |
| 3   | Hideo Kanaya   | Suzuki  | + 1 ronde  | 4      |
| 4   | Isao Morishita | Suzuki  | + 1 ronde  | 3      |
| 5   | Yasuno Shigeno | Suzuki  | + 2 ronden | 2      |
| 6   | Barry Smith    | Bultaco | + 4 ronden | 1      |

| Coureur          | Merk   | Oorzaak    |
| ---------------- | ------ | ---------- |
| Jean-Guy Duval   | Yamaha | [ 3 ]      |
| Ralph Swegan     | Yamaha | [ 3 ]      |
| Robert Lusk      | Yamaha | [ 3 ]      |
| Robert Messina   | Yamaha | [ 3 ]      |
| Tim Coopey       | Yamaha | [ 3 ]      |
| Hartmut Bischoff | MZ     | Teambeleid |
| Jürgen Lenk      | MZ     | Teambeleid |
| Klaus Enderlein  | MZ     | Teambeleid |
| Thomas Heuschkel | MZ     | Teambeleid |
| Herbert Mann     | MZ     | Teambeleid |
| Phil Read        | Yamaha |            |
| László Szabó     | MZ     | Teambeleid |

| Coureur              | Merk     |
| -------------------- | -------- |
| Kel Carruthers       | Honda    |
| Kevin Cass           | Bultaco  |
| Hans Georg Anscheidt | Suzuki   |
| Walter Scheimann     | Honda    |
| José Maria Busquets  | Montesa  |
| José Medrano         | Bultaco  |
| Jean-Louis Vergnais  | Bultaco  |
| Dave Simmonds        | Kawasaki |
| Jim Curry            | Honda    |
| Rex Avery            | EMC      |
| Francesco Villa      | Montesa  |
| Giovanni Burlando    | Honda    |
| Walter Villa         | Montesa  |
| Akiyasu Motohashi    | Yamaha   |
| Isao Morishita       | Suzuki   |
| Yoshimi Katayama     | Suzuki   |
| Cees van Dongen      | Honda    |
| Ginger Molloy        | Bultaco  |

### Top tien eindstand 125cc-klasse
| Pos | Coureur              | Merk     | Ptn     |
| --- | -------------------- | -------- | ------- |
| 1   | Bill Ivy             | Yamaha   | 56 (76) |
| 2   | Phil Read            | Yamaha   | 40      |
| 3   | Stuart Graham        | Suzuki   | 38 (44) |
| 4   | Yoshimi Katayama     | Suzuki   | 19      |
| 5   | László Szabó         | MZ       | 13      |
| 6   | Hans Georg Anscheidt | Suzuki   | 12      |
| 7   | Dave Simmonds        | Kawasaki | 9       |
| 8   | Kel Carruthers       | Honda    | 7       |
| 9   | Tim Coopey           | Yamaha   | 6       |
| 10  | Francesco Villa      | Montesa  | 5       |
| 10  | Thomas Heuschkel     | MZ       | 5       |
| 10  | Walter Scheimann     | Honda    | 5       |

(Punten (tussen haakjes) zijn inclusief streepresultaten)

## 50cc-klasse
Hans Georg Anscheidt viel tijdens de 50cc-race in Japan en blesseerde daarbij zijn been. Hij verbeet de pijn en finishte toch nog als vierde. Mitsuo Itoh won de race vóór Stuart Graham en Hiroyuki Kawasaki (Suzuki). Bij deze wedstrijd verscheen de nieuwe watergekoelde 50cc-Suzuki RP 68 driecilinder, maar Suzuki besloot de machine niet in te zetten en dat zou ook nooit meer gebeuren.
| Pos | Coureur              | Merk   | Tijd       | Punten |
| --- | -------------------- | ------ | ---------- | ------ |
| 1   | Mitsuo Itoh          | Suzuki | 36"08'38   | 8      |
| 2   | Stuart Graham        | Suzuki | + 0'07     | 6      |
| 3   | Hiroyuki Kawasaki    | Suzuki | + 30'37    | 4      |
| 4   | Hans Georg Anscheidt | Suzuki | + 1"05'29  | 3      |
| 5   | Barry Smith          | Derbi  | + 2 ronden | 2      |
| 6   | Mitsuo Akamatsu      | Suzuki | + 3 ronden | 1      |

| Coureur             | Merk           |
| ------------------- | -------------- |
| Dieter Gedlich      | Kreidler       |
| Rudolf Schmälzle    | Kreidler       |
| Winfried Reinhard   | Reimo-Kreidler |
| Ángel Nieto         | Derbi          |
| Benjamín Grau       | Derbi          |
| José Maria Busquets | Derbi          |
| Juan Bordons        | Derbi          |
| Daniel Crivello     | Derbi          |
| Chris Walpole       | Honda          |
| Leslie Griffiths    | Honda          |
| Stan Lawley         | Honda          |
| Tommy Robb          | Suzuki         |
| Yoshimi Katayama    | Suzuki         |
| Aalt Toersen        | Kreidler       |
| Paul Lodewijkx      | Jamathi        |

### Top tien eindstand 50cc-klasse
| Pos | Coureur              | Merk     | Ptn     |
| --- | -------------------- | -------- | ------- |
| 1   | Hans Georg Anscheidt | Suzuki   | 30 (42) |
| 2   | Yoshimi Katayama     | Suzuki   | 28      |
| 3   | Stuart Graham        | Suzuki   | 22      |
| 4   | Ángel Nieto          | Derbi    | 12      |
| 5   | Barry Smith          | Derbi    | 12      |
| 6   | Mitsuo Itoh          | Suzuki   | 8       |
| 7   | Rudolf Schmälzle     | Kreidler | 6       |
| 8   | Benjamín Grau        | Derbi    | 4       |
| 9   | José Maria Busquets  | Derbi    | 4       |
| 9   | Tommy Robb           | Suzuki   | 4       |
| 9   | Hiroyuki Kawasaki    | Suzuki   | 4       |

(Punten (tussen haakjes) zijn inclusief streepresultaten)
1962 · 1963 · 1964 · 1965 · 1966 · 1967 · 1987 · 1988 · 1989 · 1990 · 1991 · 1992 · 1993 · 1994 · 1995 · 1996 · 1997 · 1998 · 1999 · 2000 · 2001 · 2002 · 2003 · 2004 · 2005 · 2006 · 2007 · 2008 · 2009 · 2010 · 2011 · 2012 · 2013 · 2014 · 2015 · 2016 · 2017 · 2018 · 2019 · 2022 · 2023 · 2024 · 2025